# Лејк Вју (Арканзас)
Лејк Вју (енгл. Lake View) град је у америчкој савезној држави Арканзас.

## Демографија
По попису из 2010. године број становника је 443, што је 88 (-16,6%) становника мање него 2000. године.
| Група             | 2000.       | 2010.       |
| Белци             | 37 (7,0%)   | 23 (5,2%)   |
| Афроамериканци    | 487 (91,7%) | 413 (93,2%) |
| Азијати           | 0 (0,0%)    | 0 (0,0%)    |
| Хиспаноамериканци | 1 (0,2%)    | 4 (0,9%)    |
| Укупно            | 531         | 443         |